# Губанов, Михаил Васильевич
Михаил Васильевич Губанов (1847 — 28 февраля 1930) — один из видных деятелей и лидер так называемой «малой партии» духоборов.

## Биография
Родился в семье Василия Никифоровича и Аграфены Савельевны Губановых. Помимо родителей, у него была сестра, Лукерья, вышедшая замуж за лидера духоборов, Петра Калмыкова, а после его смерти единолично возглавлявшая духоборческую общину, и младший брат.
После смерти Лукерьи она своей волей хотела поставить у руководства духоборов Петра Веригина, однако часть общины, в основном зажиточные духоборы и старейшины, не привыкшие к назначению своих лидеров, его назначение не приняли. Лидерами их были Губанов и Зубков. Группа Губанова была названа «малой» из-за численности в 2 тысячи человек, или «калмыковцами», тогда как за Веригиным пошло около 11 тысяч.
Большая часть капиталов духоборов осталась у малой партии: официально имущество общины принадлежало Калмыковой, а так как Губанов являлся её ближайшим родственником, то через государственный суд в Тифлисе он смог получить всё имущество общины. Веригин подал ответный иск, но дело проиграл. Более того, эта группа пошла на сделку с православной церковью и Российской Империей, чтобы наконец защитить общину от нападок официальной власти. Тогда как малая партия начала служить и приносить пользу государству, партия веригинцев перестала признавать власть России, платить налоги, служить в вооружённых силах и публично оскорбляли царя. Постепенно духоборы, поддерживающие малую партию, начали переселяться в Гореловку, где жил Губанов, тогда как «веригинцы» уезжали из села.
Дело Веригина дошло до того, что он заставил женщин продать все свои украшения, а тех, кто имел имущества более чем на пропитание, избавиться от него. После этого «веригинцы» разделились: зажиточные духоборы либо вернулись в малую партию, либо ушли вместе с ещё одним духобором Алексеем Воробьевым, оставив Веригина с 4 тысячами человек.